# النفيضة الرياضية
النفيضة الرياضية هو فريق كرة قدم تونسي من مدينة النفيضة تأسس سنة 1939 نشط في موسم 2011/2012 في الرابطة التونسية الثالثة لكرة القدم بمجموعة الشمال ونشط في في موسم 2013/2012 في الرابطة التونسية المحترفة الثانية لكرة القدم بالمجموعة الأولى.

## وصلات خارجية
- الموقع الرسمي للجامعة التونسية لكرة القدم